# UFC Fight Night: Condit vs. Kampmann
UFC Fight Night: Condit vs. Kampmann (también conocido como UFC Fight Night 18) fue un evento de artes marciales mixtas celebrado por Ultimate Fighting Championship el 1 de abril de 2009 en el Sommet Center, en Nashville, Tennessee.

## Historia
El evento principal contó con una pelea de peso wélter entre Carlos Condit y Martin Kampmann.

## Premios extra
Cada peleador recibió un bono de $30,000.
- Pelea de la Noche: Tyson Griffin vs. Rafael dos Anjos
- KO de la Noche: Aaron Simpson
- Sumisión de la Noche: Rob Kimmons